# Aitor Huegun
Aitor Huegun Etxebarria (Donostia, 9 agosto 1972) è un ex calciatore spagnolo, di ruolo attaccante.

## Carriera
Cresciuto nel vivaio dell'Athletic Club, esordì nella Liga spagnola con la prima squadra il 20 febbraio 1994 contro il Real Saragozza.

## Palmarès

### Club

#### Competizioni nazionali
- Segunda División B spagnola: 1

Granada: 1999-2000 (Gruppo IV)
Motril: 2001-2002 (Gruppo IV)

### Individuale
- Capocannoniere della Coppa del Re: 1

2004-2005 (5 reti)